# گمینا شانوو
گمینا شانوو (به لهستانی:  Gmina Sianów) یک گمینا در لهستان است که در شهرستان کوشالین واقع شده‌است. گمینا شانوو ۲۲۶٫۷۸ کیلومتر مربع مساحت و ۱۳٬۲۵۱ نفر جمعیت دارد.